# 茨城県道149号横塚真壁線

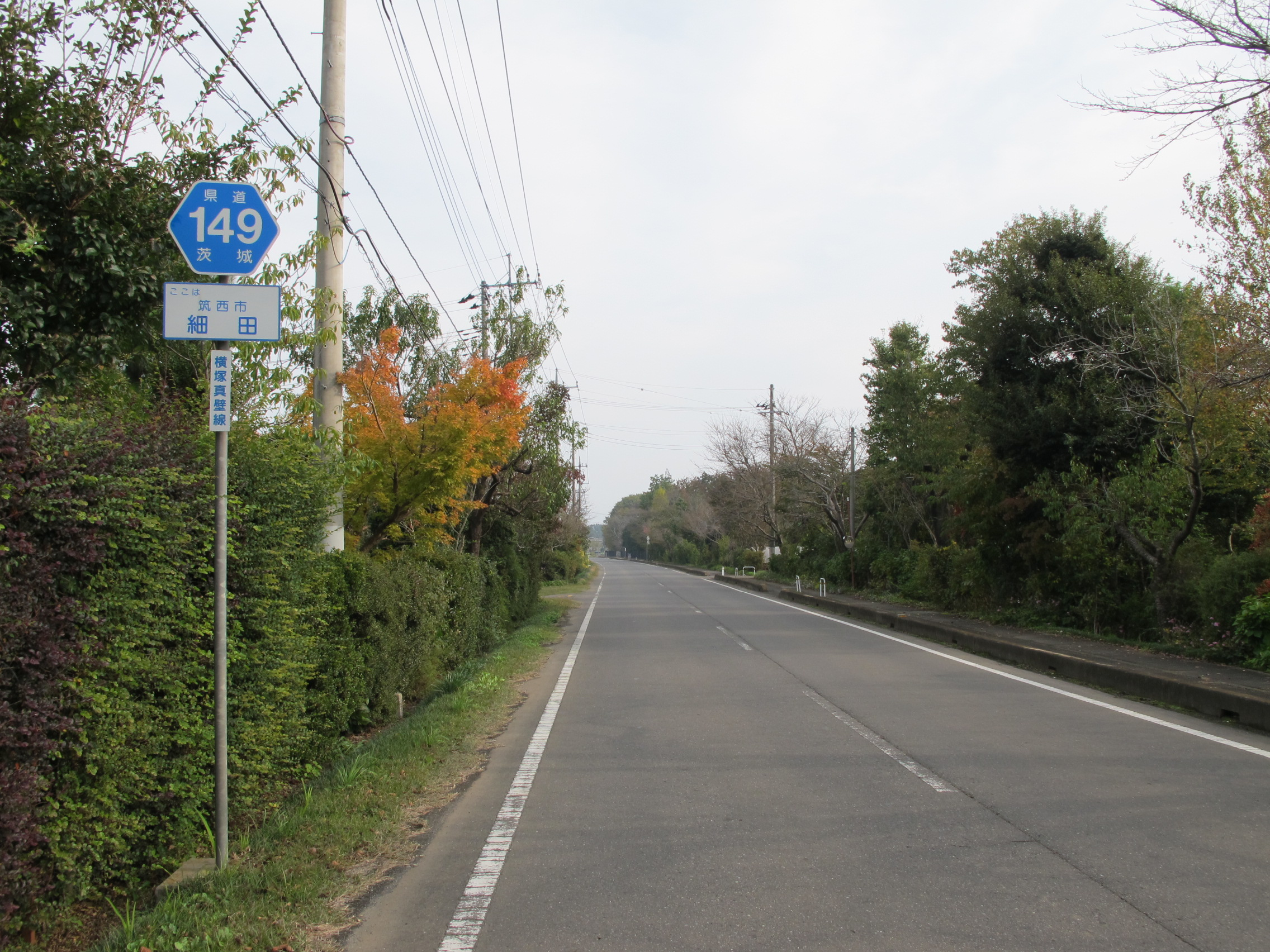
茨城県道149号横塚真壁線
筑西市細田（2013年11月）

茨城県道149号横塚真壁線（いばらきけんどう149ごう よこつかまかべせん）は、茨城県筑西市から桜川市までを結ぶ一般県道である。

## 概要
筑西市横塚の茨城県道7号石岡筑西線(国道50号の旧道)より東方角へ分岐し、桜川市真壁町長岡の茨城県道41号つくば益子線までを結ぶ路線。茨城県道7号石岡筑西線の北側で平行する。路線の一部区間で道路改良が進んでおらず、狭隘道路が存在する。

### 路線データ
- 起点：茨城県筑西市横塚字西915番地先（茨城県道7号石岡筑西線交点 横塚西交差点）[1]
- 終点：茨城県桜川市真壁町長岡（茨城県道41号つくば益子線交点）
- 総延長：10.719 km[2]
- 重用延長：なし[2]
- 未供用延長：なし[2]
- 実延長：10.719 km[2]
- 自動車交通不能区間延長[注釈 1]：なし[2]

## 歴史
1959年（昭和34年）10月14日、新たな県道として真壁郡協和村大字横塚を起点とし、真壁郡真壁町を終点とする区間を本路線とする県道横塚真壁線として茨城県が県道路線認定した。1968年（昭和43年）、一般国道50号の一次改築に伴う国道50号交点の位置変更によって、起点が横塚交差点から横塚西交差点に変更となる。1995年（平成7年）、整理番号149となり現在に至る。

### 年表
- 1959年（昭和34年）10月14日
  - 路線認定（図面対照番号120）[3]。
  - 道路の区域は、真壁郡協和村大字横塚の二級国道前橋水戸線（国道50号)分岐から真壁郡真壁町大字白井の県道岩瀬真壁線（現在の県道つくば益子線にあたる）交点までと決定された[4]。
- 1968年（昭和43年）6月6日：国道50号一次改築に伴う道路区域の変更により、起点側が630 m延長されて、起点が真壁郡協和町大字横塚 一般国道50号線[注釈 2]分岐（横塚西交差点）に変更になる[1]。
- 1974年（昭和49年）11月28日：真壁郡真壁町大字亀熊 - 大字長岡の狭隘路（最小幅員3.6 m、延長704 m）を2車線化拡幅改良[5]。
- 1980年（昭和55年）3月31日：真壁郡真壁町大字上谷貝地内の狭隘路（980 m）を2車線化拡幅改良供用開始。[6]。
- 1995年（平成7年）3月30日：整理番号179から現在の番号（整理番号149）に変更される[7]。
- 2006年（平成18年）2月2日：桜川市真壁町東矢貝細谷 - 同市真壁町原方大道西の狭隘な現道（1.017 km）を拡幅する道路区域決定[8]。

## 道路施設
- 境橋（観音川、筑西市大島 - 桜川市真壁町上谷貝）
- 谷貝橋（桜川市真壁町東矢貝 - 真壁町原方）
- 樺穂橋（桜川、桜川市真壁町亀熊 - 真壁町長岡）

## 地理

### 通過する自治体
- 茨城県
  - 筑西市 - 桜川市

### 交差する道路
- 茨城県道45号つくば真岡線（筑西市知行）
- 茨城県道148号東山田岩瀬線（桜川市真壁町上谷貝、上谷貝交差点）
- 茨城県道151号荻島真壁線（桜川市真壁町原方、約250m重複）
- 茨城県道505号桜川土浦潮来自転車道線（桜川市真壁町長岡）